# Чиршкасинське сільське поселення
Чиршка́синське сільське поселення (рос. Чиршкасинское сельское поселение) — муніципальне утворення у складі Чебоксарського району Чувашії, Росія. Адміністративний центр — присілок Чиршкаси.
Станом на 2002 рік існували Туруновська сільська рада (село Туруново, присілки Анаткас-Туруново, Вурманкас-Туруново, Ендіміркаси, Кочак-Туруново, Лебедери, Шинер-Туруново) та Чиршкасинська сільська рада (село Хиймалакаси, присілки Ішлейкаси, Лапракаси, Тімой, Тойдеряки, Хиршкаси, Чалимкаси, Чиршкаси, Шоркаси).

## Населення
Населення — 1876 осіб (2019, 2075 у 2010, 2061 у 2002).

## Склад
До складу поселення входять такі населені пункти:
| Населений пункт              | Населення, осіб (2002) | Населення, осіб (2010) |
| ---------------------------- | ---------------------- | ---------------------- |
| Анаткас-Туруново, присілок   | 118                    | 114                    |
| Вурманкас-Туруново, присілок | 265                    | 266                    |
| Ендіміркаси, присілок        | 202                    | 192                    |
| Ішлейкаси, присілок          | 58                     | 42                     |
| Кочак-Туруново, присілок     | 41                     | 33                     |
| Лапракаси, присілок          | 81                     | 92                     |
| Лебедери, присілок           | 120                    | 108                    |
| Тімой, присілок              | 60                     | 63                     |
| Тойдеряки, присілок          | 94                     | 102                    |
| Туруново, село               | 83                     | 84                     |
| Хиймалакаси, присілок        | 116                    | 126                    |
| Хиршкаси, присілок           | 21                     | 21                     |
| Чалимкаси, присілок          | 100                    | 79                     |
| Чиршкаси, присілок           | 471                    | 513                    |
| Шинер-Туруново, присілок     | 132                    | 134                    |
| Шоркаси, присілок            | 99                     | 106                    |